# Josef Halumbirek
Josef Halumbirek (Vienna, 7 marzo 1891 – Vienna, 23 giugno 1968) è stato un compositore di scacchi austriaco.

## Biografia
Insegnante di matematica, fu direttore della rivista di scacchi tedesca Deutsche Schachzeitung nel periodo 1932-1945. Amico di Ernst Krieger, che pubblicava le sue composizioni con lo pseudonimo P.A. Orlimont, composero alcuni problemi insieme con lo pseudonimo Halmont.
Dapprima aderente alla scuola boema di composizione, si avvicinò in seguito alla Neudeutsche Schüle, la scuola problemistica tedesca con indirizzo logico-strategico. Fu nominato Giudice internazionale per la composizione nel 1957 e fu vice presidente per alcuni anni della PCCC (Permanent Commission for Chess Composition), l'organo della FIDE che presiede alla composizione scacchistica.

## I problemi
Tre suoi problemi:
|   | a | b | c | d | e | f | g | h |   |
| 8 | b8 donna del bianco · f8 torre del bianco · e7 re del nero · f7 cavallo del nero · d5 pedone del bianco · h5 pedone del bianco · f4 re del bianco | b8 donna del bianco · f8 torre del bianco · e7 re del nero · f7 cavallo del nero · d5 pedone del bianco · h5 pedone del bianco · f4 re del bianco | b8 donna del bianco · f8 torre del bianco · e7 re del nero · f7 cavallo del nero · d5 pedone del bianco · h5 pedone del bianco · f4 re del bianco | b8 donna del bianco · f8 torre del bianco · e7 re del nero · f7 cavallo del nero · d5 pedone del bianco · h5 pedone del bianco · f4 re del bianco | b8 donna del bianco · f8 torre del bianco · e7 re del nero · f7 cavallo del nero · d5 pedone del bianco · h5 pedone del bianco · f4 re del bianco | b8 donna del bianco · f8 torre del bianco · e7 re del nero · f7 cavallo del nero · d5 pedone del bianco · h5 pedone del bianco · f4 re del bianco | b8 donna del bianco · f8 torre del bianco · e7 re del nero · f7 cavallo del nero · d5 pedone del bianco · h5 pedone del bianco · f4 re del bianco | b8 donna del bianco · f8 torre del bianco · e7 re del nero · f7 cavallo del nero · d5 pedone del bianco · h5 pedone del bianco · f4 re del bianco | 8 |
| 7 | b8 donna del bianco · f8 torre del bianco · e7 re del nero · f7 cavallo del nero · d5 pedone del bianco · h5 pedone del bianco · f4 re del bianco | b8 donna del bianco · f8 torre del bianco · e7 re del nero · f7 cavallo del nero · d5 pedone del bianco · h5 pedone del bianco · f4 re del bianco | b8 donna del bianco · f8 torre del bianco · e7 re del nero · f7 cavallo del nero · d5 pedone del bianco · h5 pedone del bianco · f4 re del bianco | b8 donna del bianco · f8 torre del bianco · e7 re del nero · f7 cavallo del nero · d5 pedone del bianco · h5 pedone del bianco · f4 re del bianco | b8 donna del bianco · f8 torre del bianco · e7 re del nero · f7 cavallo del nero · d5 pedone del bianco · h5 pedone del bianco · f4 re del bianco | b8 donna del bianco · f8 torre del bianco · e7 re del nero · f7 cavallo del nero · d5 pedone del bianco · h5 pedone del bianco · f4 re del bianco | b8 donna del bianco · f8 torre del bianco · e7 re del nero · f7 cavallo del nero · d5 pedone del bianco · h5 pedone del bianco · f4 re del bianco | b8 donna del bianco · f8 torre del bianco · e7 re del nero · f7 cavallo del nero · d5 pedone del bianco · h5 pedone del bianco · f4 re del bianco | 7 |
| 6 | b8 donna del bianco · f8 torre del bianco · e7 re del nero · f7 cavallo del nero · d5 pedone del bianco · h5 pedone del bianco · f4 re del bianco | b8 donna del bianco · f8 torre del bianco · e7 re del nero · f7 cavallo del nero · d5 pedone del bianco · h5 pedone del bianco · f4 re del bianco | b8 donna del bianco · f8 torre del bianco · e7 re del nero · f7 cavallo del nero · d5 pedone del bianco · h5 pedone del bianco · f4 re del bianco | b8 donna del bianco · f8 torre del bianco · e7 re del nero · f7 cavallo del nero · d5 pedone del bianco · h5 pedone del bianco · f4 re del bianco | b8 donna del bianco · f8 torre del bianco · e7 re del nero · f7 cavallo del nero · d5 pedone del bianco · h5 pedone del bianco · f4 re del bianco | b8 donna del bianco · f8 torre del bianco · e7 re del nero · f7 cavallo del nero · d5 pedone del bianco · h5 pedone del bianco · f4 re del bianco | b8 donna del bianco · f8 torre del bianco · e7 re del nero · f7 cavallo del nero · d5 pedone del bianco · h5 pedone del bianco · f4 re del bianco | b8 donna del bianco · f8 torre del bianco · e7 re del nero · f7 cavallo del nero · d5 pedone del bianco · h5 pedone del bianco · f4 re del bianco | 6 |
| 5 | b8 donna del bianco · f8 torre del bianco · e7 re del nero · f7 cavallo del nero · d5 pedone del bianco · h5 pedone del bianco · f4 re del bianco | b8 donna del bianco · f8 torre del bianco · e7 re del nero · f7 cavallo del nero · d5 pedone del bianco · h5 pedone del bianco · f4 re del bianco | b8 donna del bianco · f8 torre del bianco · e7 re del nero · f7 cavallo del nero · d5 pedone del bianco · h5 pedone del bianco · f4 re del bianco | b8 donna del bianco · f8 torre del bianco · e7 re del nero · f7 cavallo del nero · d5 pedone del bianco · h5 pedone del bianco · f4 re del bianco | b8 donna del bianco · f8 torre del bianco · e7 re del nero · f7 cavallo del nero · d5 pedone del bianco · h5 pedone del bianco · f4 re del bianco | b8 donna del bianco · f8 torre del bianco · e7 re del nero · f7 cavallo del nero · d5 pedone del bianco · h5 pedone del bianco · f4 re del bianco | b8 donna del bianco · f8 torre del bianco · e7 re del nero · f7 cavallo del nero · d5 pedone del bianco · h5 pedone del bianco · f4 re del bianco | b8 donna del bianco · f8 torre del bianco · e7 re del nero · f7 cavallo del nero · d5 pedone del bianco · h5 pedone del bianco · f4 re del bianco | 5 |
| 4 | b8 donna del bianco · f8 torre del bianco · e7 re del nero · f7 cavallo del nero · d5 pedone del bianco · h5 pedone del bianco · f4 re del bianco | b8 donna del bianco · f8 torre del bianco · e7 re del nero · f7 cavallo del nero · d5 pedone del bianco · h5 pedone del bianco · f4 re del bianco | b8 donna del bianco · f8 torre del bianco · e7 re del nero · f7 cavallo del nero · d5 pedone del bianco · h5 pedone del bianco · f4 re del bianco | b8 donna del bianco · f8 torre del bianco · e7 re del nero · f7 cavallo del nero · d5 pedone del bianco · h5 pedone del bianco · f4 re del bianco | b8 donna del bianco · f8 torre del bianco · e7 re del nero · f7 cavallo del nero · d5 pedone del bianco · h5 pedone del bianco · f4 re del bianco | b8 donna del bianco · f8 torre del bianco · e7 re del nero · f7 cavallo del nero · d5 pedone del bianco · h5 pedone del bianco · f4 re del bianco | b8 donna del bianco · f8 torre del bianco · e7 re del nero · f7 cavallo del nero · d5 pedone del bianco · h5 pedone del bianco · f4 re del bianco | b8 donna del bianco · f8 torre del bianco · e7 re del nero · f7 cavallo del nero · d5 pedone del bianco · h5 pedone del bianco · f4 re del bianco | 4 |
| 3 | b8 donna del bianco · f8 torre del bianco · e7 re del nero · f7 cavallo del nero · d5 pedone del bianco · h5 pedone del bianco · f4 re del bianco | b8 donna del bianco · f8 torre del bianco · e7 re del nero · f7 cavallo del nero · d5 pedone del bianco · h5 pedone del bianco · f4 re del bianco | b8 donna del bianco · f8 torre del bianco · e7 re del nero · f7 cavallo del nero · d5 pedone del bianco · h5 pedone del bianco · f4 re del bianco | b8 donna del bianco · f8 torre del bianco · e7 re del nero · f7 cavallo del nero · d5 pedone del bianco · h5 pedone del bianco · f4 re del bianco | b8 donna del bianco · f8 torre del bianco · e7 re del nero · f7 cavallo del nero · d5 pedone del bianco · h5 pedone del bianco · f4 re del bianco | b8 donna del bianco · f8 torre del bianco · e7 re del nero · f7 cavallo del nero · d5 pedone del bianco · h5 pedone del bianco · f4 re del bianco | b8 donna del bianco · f8 torre del bianco · e7 re del nero · f7 cavallo del nero · d5 pedone del bianco · h5 pedone del bianco · f4 re del bianco | b8 donna del bianco · f8 torre del bianco · e7 re del nero · f7 cavallo del nero · d5 pedone del bianco · h5 pedone del bianco · f4 re del bianco | 3 |
| 2 | b8 donna del bianco · f8 torre del bianco · e7 re del nero · f7 cavallo del nero · d5 pedone del bianco · h5 pedone del bianco · f4 re del bianco | b8 donna del bianco · f8 torre del bianco · e7 re del nero · f7 cavallo del nero · d5 pedone del bianco · h5 pedone del bianco · f4 re del bianco | b8 donna del bianco · f8 torre del bianco · e7 re del nero · f7 cavallo del nero · d5 pedone del bianco · h5 pedone del bianco · f4 re del bianco | b8 donna del bianco · f8 torre del bianco · e7 re del nero · f7 cavallo del nero · d5 pedone del bianco · h5 pedone del bianco · f4 re del bianco | b8 donna del bianco · f8 torre del bianco · e7 re del nero · f7 cavallo del nero · d5 pedone del bianco · h5 pedone del bianco · f4 re del bianco | b8 donna del bianco · f8 torre del bianco · e7 re del nero · f7 cavallo del nero · d5 pedone del bianco · h5 pedone del bianco · f4 re del bianco | b8 donna del bianco · f8 torre del bianco · e7 re del nero · f7 cavallo del nero · d5 pedone del bianco · h5 pedone del bianco · f4 re del bianco | b8 donna del bianco · f8 torre del bianco · e7 re del nero · f7 cavallo del nero · d5 pedone del bianco · h5 pedone del bianco · f4 re del bianco | 2 |
| 1 | b8 donna del bianco · f8 torre del bianco · e7 re del nero · f7 cavallo del nero · d5 pedone del bianco · h5 pedone del bianco · f4 re del bianco | b8 donna del bianco · f8 torre del bianco · e7 re del nero · f7 cavallo del nero · d5 pedone del bianco · h5 pedone del bianco · f4 re del bianco | b8 donna del bianco · f8 torre del bianco · e7 re del nero · f7 cavallo del nero · d5 pedone del bianco · h5 pedone del bianco · f4 re del bianco | b8 donna del bianco · f8 torre del bianco · e7 re del nero · f7 cavallo del nero · d5 pedone del bianco · h5 pedone del bianco · f4 re del bianco | b8 donna del bianco · f8 torre del bianco · e7 re del nero · f7 cavallo del nero · d5 pedone del bianco · h5 pedone del bianco · f4 re del bianco | b8 donna del bianco · f8 torre del bianco · e7 re del nero · f7 cavallo del nero · d5 pedone del bianco · h5 pedone del bianco · f4 re del bianco | b8 donna del bianco · f8 torre del bianco · e7 re del nero · f7 cavallo del nero · d5 pedone del bianco · h5 pedone del bianco · f4 re del bianco | b8 donna del bianco · f8 torre del bianco · e7 re del nero · f7 cavallo del nero · d5 pedone del bianco · h5 pedone del bianco · f4 re del bianco | 1 |
|   | a | b | c | d | e | f | g | h |   |

Soluzione:
1.h6 !  (zugzwang)
1... Rd7  2. Txf7#

1... Rf6  2. Dd6#

|   | a | b | c | d | e | f | g | h |   |
| 8 | b7 donna del bianco · e6 pedone del bianco · d5 re del bianco · f5 pedone del nero · f4 pedone del nero · g3 torre del nero · h3 pedone del nero · c2 pedone del bianco · e2 torre del bianco · f2 alfiere del nero · g2 re del nero · h2 alfiere del bianco · a1 torre del bianco · f1 cavallo del bianco · g1 cavallo del bianco · h1 alfiere del nero | b7 donna del bianco · e6 pedone del bianco · d5 re del bianco · f5 pedone del nero · f4 pedone del nero · g3 torre del nero · h3 pedone del nero · c2 pedone del bianco · e2 torre del bianco · f2 alfiere del nero · g2 re del nero · h2 alfiere del bianco · a1 torre del bianco · f1 cavallo del bianco · g1 cavallo del bianco · h1 alfiere del nero | b7 donna del bianco · e6 pedone del bianco · d5 re del bianco · f5 pedone del nero · f4 pedone del nero · g3 torre del nero · h3 pedone del nero · c2 pedone del bianco · e2 torre del bianco · f2 alfiere del nero · g2 re del nero · h2 alfiere del bianco · a1 torre del bianco · f1 cavallo del bianco · g1 cavallo del bianco · h1 alfiere del nero | b7 donna del bianco · e6 pedone del bianco · d5 re del bianco · f5 pedone del nero · f4 pedone del nero · g3 torre del nero · h3 pedone del nero · c2 pedone del bianco · e2 torre del bianco · f2 alfiere del nero · g2 re del nero · h2 alfiere del bianco · a1 torre del bianco · f1 cavallo del bianco · g1 cavallo del bianco · h1 alfiere del nero | b7 donna del bianco · e6 pedone del bianco · d5 re del bianco · f5 pedone del nero · f4 pedone del nero · g3 torre del nero · h3 pedone del nero · c2 pedone del bianco · e2 torre del bianco · f2 alfiere del nero · g2 re del nero · h2 alfiere del bianco · a1 torre del bianco · f1 cavallo del bianco · g1 cavallo del bianco · h1 alfiere del nero | b7 donna del bianco · e6 pedone del bianco · d5 re del bianco · f5 pedone del nero · f4 pedone del nero · g3 torre del nero · h3 pedone del nero · c2 pedone del bianco · e2 torre del bianco · f2 alfiere del nero · g2 re del nero · h2 alfiere del bianco · a1 torre del bianco · f1 cavallo del bianco · g1 cavallo del bianco · h1 alfiere del nero | b7 donna del bianco · e6 pedone del bianco · d5 re del bianco · f5 pedone del nero · f4 pedone del nero · g3 torre del nero · h3 pedone del nero · c2 pedone del bianco · e2 torre del bianco · f2 alfiere del nero · g2 re del nero · h2 alfiere del bianco · a1 torre del bianco · f1 cavallo del bianco · g1 cavallo del bianco · h1 alfiere del nero | b7 donna del bianco · e6 pedone del bianco · d5 re del bianco · f5 pedone del nero · f4 pedone del nero · g3 torre del nero · h3 pedone del nero · c2 pedone del bianco · e2 torre del bianco · f2 alfiere del nero · g2 re del nero · h2 alfiere del bianco · a1 torre del bianco · f1 cavallo del bianco · g1 cavallo del bianco · h1 alfiere del nero | 8 |
| 7 | b7 donna del bianco · e6 pedone del bianco · d5 re del bianco · f5 pedone del nero · f4 pedone del nero · g3 torre del nero · h3 pedone del nero · c2 pedone del bianco · e2 torre del bianco · f2 alfiere del nero · g2 re del nero · h2 alfiere del bianco · a1 torre del bianco · f1 cavallo del bianco · g1 cavallo del bianco · h1 alfiere del nero | b7 donna del bianco · e6 pedone del bianco · d5 re del bianco · f5 pedone del nero · f4 pedone del nero · g3 torre del nero · h3 pedone del nero · c2 pedone del bianco · e2 torre del bianco · f2 alfiere del nero · g2 re del nero · h2 alfiere del bianco · a1 torre del bianco · f1 cavallo del bianco · g1 cavallo del bianco · h1 alfiere del nero | b7 donna del bianco · e6 pedone del bianco · d5 re del bianco · f5 pedone del nero · f4 pedone del nero · g3 torre del nero · h3 pedone del nero · c2 pedone del bianco · e2 torre del bianco · f2 alfiere del nero · g2 re del nero · h2 alfiere del bianco · a1 torre del bianco · f1 cavallo del bianco · g1 cavallo del bianco · h1 alfiere del nero | b7 donna del bianco · e6 pedone del bianco · d5 re del bianco · f5 pedone del nero · f4 pedone del nero · g3 torre del nero · h3 pedone del nero · c2 pedone del bianco · e2 torre del bianco · f2 alfiere del nero · g2 re del nero · h2 alfiere del bianco · a1 torre del bianco · f1 cavallo del bianco · g1 cavallo del bianco · h1 alfiere del nero | b7 donna del bianco · e6 pedone del bianco · d5 re del bianco · f5 pedone del nero · f4 pedone del nero · g3 torre del nero · h3 pedone del nero · c2 pedone del bianco · e2 torre del bianco · f2 alfiere del nero · g2 re del nero · h2 alfiere del bianco · a1 torre del bianco · f1 cavallo del bianco · g1 cavallo del bianco · h1 alfiere del nero | b7 donna del bianco · e6 pedone del bianco · d5 re del bianco · f5 pedone del nero · f4 pedone del nero · g3 torre del nero · h3 pedone del nero · c2 pedone del bianco · e2 torre del bianco · f2 alfiere del nero · g2 re del nero · h2 alfiere del bianco · a1 torre del bianco · f1 cavallo del bianco · g1 cavallo del bianco · h1 alfiere del nero | b7 donna del bianco · e6 pedone del bianco · d5 re del bianco · f5 pedone del nero · f4 pedone del nero · g3 torre del nero · h3 pedone del nero · c2 pedone del bianco · e2 torre del bianco · f2 alfiere del nero · g2 re del nero · h2 alfiere del bianco · a1 torre del bianco · f1 cavallo del bianco · g1 cavallo del bianco · h1 alfiere del nero | b7 donna del bianco · e6 pedone del bianco · d5 re del bianco · f5 pedone del nero · f4 pedone del nero · g3 torre del nero · h3 pedone del nero · c2 pedone del bianco · e2 torre del bianco · f2 alfiere del nero · g2 re del nero · h2 alfiere del bianco · a1 torre del bianco · f1 cavallo del bianco · g1 cavallo del bianco · h1 alfiere del nero | 7 |
| 6 | b7 donna del bianco · e6 pedone del bianco · d5 re del bianco · f5 pedone del nero · f4 pedone del nero · g3 torre del nero · h3 pedone del nero · c2 pedone del bianco · e2 torre del bianco · f2 alfiere del nero · g2 re del nero · h2 alfiere del bianco · a1 torre del bianco · f1 cavallo del bianco · g1 cavallo del bianco · h1 alfiere del nero | b7 donna del bianco · e6 pedone del bianco · d5 re del bianco · f5 pedone del nero · f4 pedone del nero · g3 torre del nero · h3 pedone del nero · c2 pedone del bianco · e2 torre del bianco · f2 alfiere del nero · g2 re del nero · h2 alfiere del bianco · a1 torre del bianco · f1 cavallo del bianco · g1 cavallo del bianco · h1 alfiere del nero | b7 donna del bianco · e6 pedone del bianco · d5 re del bianco · f5 pedone del nero · f4 pedone del nero · g3 torre del nero · h3 pedone del nero · c2 pedone del bianco · e2 torre del bianco · f2 alfiere del nero · g2 re del nero · h2 alfiere del bianco · a1 torre del bianco · f1 cavallo del bianco · g1 cavallo del bianco · h1 alfiere del nero | b7 donna del bianco · e6 pedone del bianco · d5 re del bianco · f5 pedone del nero · f4 pedone del nero · g3 torre del nero · h3 pedone del nero · c2 pedone del bianco · e2 torre del bianco · f2 alfiere del nero · g2 re del nero · h2 alfiere del bianco · a1 torre del bianco · f1 cavallo del bianco · g1 cavallo del bianco · h1 alfiere del nero | b7 donna del bianco · e6 pedone del bianco · d5 re del bianco · f5 pedone del nero · f4 pedone del nero · g3 torre del nero · h3 pedone del nero · c2 pedone del bianco · e2 torre del bianco · f2 alfiere del nero · g2 re del nero · h2 alfiere del bianco · a1 torre del bianco · f1 cavallo del bianco · g1 cavallo del bianco · h1 alfiere del nero | b7 donna del bianco · e6 pedone del bianco · d5 re del bianco · f5 pedone del nero · f4 pedone del nero · g3 torre del nero · h3 pedone del nero · c2 pedone del bianco · e2 torre del bianco · f2 alfiere del nero · g2 re del nero · h2 alfiere del bianco · a1 torre del bianco · f1 cavallo del bianco · g1 cavallo del bianco · h1 alfiere del nero | b7 donna del bianco · e6 pedone del bianco · d5 re del bianco · f5 pedone del nero · f4 pedone del nero · g3 torre del nero · h3 pedone del nero · c2 pedone del bianco · e2 torre del bianco · f2 alfiere del nero · g2 re del nero · h2 alfiere del bianco · a1 torre del bianco · f1 cavallo del bianco · g1 cavallo del bianco · h1 alfiere del nero | b7 donna del bianco · e6 pedone del bianco · d5 re del bianco · f5 pedone del nero · f4 pedone del nero · g3 torre del nero · h3 pedone del nero · c2 pedone del bianco · e2 torre del bianco · f2 alfiere del nero · g2 re del nero · h2 alfiere del bianco · a1 torre del bianco · f1 cavallo del bianco · g1 cavallo del bianco · h1 alfiere del nero | 6 |
| 5 | b7 donna del bianco · e6 pedone del bianco · d5 re del bianco · f5 pedone del nero · f4 pedone del nero · g3 torre del nero · h3 pedone del nero · c2 pedone del bianco · e2 torre del bianco · f2 alfiere del nero · g2 re del nero · h2 alfiere del bianco · a1 torre del bianco · f1 cavallo del bianco · g1 cavallo del bianco · h1 alfiere del nero | b7 donna del bianco · e6 pedone del bianco · d5 re del bianco · f5 pedone del nero · f4 pedone del nero · g3 torre del nero · h3 pedone del nero · c2 pedone del bianco · e2 torre del bianco · f2 alfiere del nero · g2 re del nero · h2 alfiere del bianco · a1 torre del bianco · f1 cavallo del bianco · g1 cavallo del bianco · h1 alfiere del nero | b7 donna del bianco · e6 pedone del bianco · d5 re del bianco · f5 pedone del nero · f4 pedone del nero · g3 torre del nero · h3 pedone del nero · c2 pedone del bianco · e2 torre del bianco · f2 alfiere del nero · g2 re del nero · h2 alfiere del bianco · a1 torre del bianco · f1 cavallo del bianco · g1 cavallo del bianco · h1 alfiere del nero | b7 donna del bianco · e6 pedone del bianco · d5 re del bianco · f5 pedone del nero · f4 pedone del nero · g3 torre del nero · h3 pedone del nero · c2 pedone del bianco · e2 torre del bianco · f2 alfiere del nero · g2 re del nero · h2 alfiere del bianco · a1 torre del bianco · f1 cavallo del bianco · g1 cavallo del bianco · h1 alfiere del nero | b7 donna del bianco · e6 pedone del bianco · d5 re del bianco · f5 pedone del nero · f4 pedone del nero · g3 torre del nero · h3 pedone del nero · c2 pedone del bianco · e2 torre del bianco · f2 alfiere del nero · g2 re del nero · h2 alfiere del bianco · a1 torre del bianco · f1 cavallo del bianco · g1 cavallo del bianco · h1 alfiere del nero | b7 donna del bianco · e6 pedone del bianco · d5 re del bianco · f5 pedone del nero · f4 pedone del nero · g3 torre del nero · h3 pedone del nero · c2 pedone del bianco · e2 torre del bianco · f2 alfiere del nero · g2 re del nero · h2 alfiere del bianco · a1 torre del bianco · f1 cavallo del bianco · g1 cavallo del bianco · h1 alfiere del nero | b7 donna del bianco · e6 pedone del bianco · d5 re del bianco · f5 pedone del nero · f4 pedone del nero · g3 torre del nero · h3 pedone del nero · c2 pedone del bianco · e2 torre del bianco · f2 alfiere del nero · g2 re del nero · h2 alfiere del bianco · a1 torre del bianco · f1 cavallo del bianco · g1 cavallo del bianco · h1 alfiere del nero | b7 donna del bianco · e6 pedone del bianco · d5 re del bianco · f5 pedone del nero · f4 pedone del nero · g3 torre del nero · h3 pedone del nero · c2 pedone del bianco · e2 torre del bianco · f2 alfiere del nero · g2 re del nero · h2 alfiere del bianco · a1 torre del bianco · f1 cavallo del bianco · g1 cavallo del bianco · h1 alfiere del nero | 5 |
| 4 | b7 donna del bianco · e6 pedone del bianco · d5 re del bianco · f5 pedone del nero · f4 pedone del nero · g3 torre del nero · h3 pedone del nero · c2 pedone del bianco · e2 torre del bianco · f2 alfiere del nero · g2 re del nero · h2 alfiere del bianco · a1 torre del bianco · f1 cavallo del bianco · g1 cavallo del bianco · h1 alfiere del nero | b7 donna del bianco · e6 pedone del bianco · d5 re del bianco · f5 pedone del nero · f4 pedone del nero · g3 torre del nero · h3 pedone del nero · c2 pedone del bianco · e2 torre del bianco · f2 alfiere del nero · g2 re del nero · h2 alfiere del bianco · a1 torre del bianco · f1 cavallo del bianco · g1 cavallo del bianco · h1 alfiere del nero | b7 donna del bianco · e6 pedone del bianco · d5 re del bianco · f5 pedone del nero · f4 pedone del nero · g3 torre del nero · h3 pedone del nero · c2 pedone del bianco · e2 torre del bianco · f2 alfiere del nero · g2 re del nero · h2 alfiere del bianco · a1 torre del bianco · f1 cavallo del bianco · g1 cavallo del bianco · h1 alfiere del nero | b7 donna del bianco · e6 pedone del bianco · d5 re del bianco · f5 pedone del nero · f4 pedone del nero · g3 torre del nero · h3 pedone del nero · c2 pedone del bianco · e2 torre del bianco · f2 alfiere del nero · g2 re del nero · h2 alfiere del bianco · a1 torre del bianco · f1 cavallo del bianco · g1 cavallo del bianco · h1 alfiere del nero | b7 donna del bianco · e6 pedone del bianco · d5 re del bianco · f5 pedone del nero · f4 pedone del nero · g3 torre del nero · h3 pedone del nero · c2 pedone del bianco · e2 torre del bianco · f2 alfiere del nero · g2 re del nero · h2 alfiere del bianco · a1 torre del bianco · f1 cavallo del bianco · g1 cavallo del bianco · h1 alfiere del nero | b7 donna del bianco · e6 pedone del bianco · d5 re del bianco · f5 pedone del nero · f4 pedone del nero · g3 torre del nero · h3 pedone del nero · c2 pedone del bianco · e2 torre del bianco · f2 alfiere del nero · g2 re del nero · h2 alfiere del bianco · a1 torre del bianco · f1 cavallo del bianco · g1 cavallo del bianco · h1 alfiere del nero | b7 donna del bianco · e6 pedone del bianco · d5 re del bianco · f5 pedone del nero · f4 pedone del nero · g3 torre del nero · h3 pedone del nero · c2 pedone del bianco · e2 torre del bianco · f2 alfiere del nero · g2 re del nero · h2 alfiere del bianco · a1 torre del bianco · f1 cavallo del bianco · g1 cavallo del bianco · h1 alfiere del nero | b7 donna del bianco · e6 pedone del bianco · d5 re del bianco · f5 pedone del nero · f4 pedone del nero · g3 torre del nero · h3 pedone del nero · c2 pedone del bianco · e2 torre del bianco · f2 alfiere del nero · g2 re del nero · h2 alfiere del bianco · a1 torre del bianco · f1 cavallo del bianco · g1 cavallo del bianco · h1 alfiere del nero | 4 |
| 3 | b7 donna del bianco · e6 pedone del bianco · d5 re del bianco · f5 pedone del nero · f4 pedone del nero · g3 torre del nero · h3 pedone del nero · c2 pedone del bianco · e2 torre del bianco · f2 alfiere del nero · g2 re del nero · h2 alfiere del bianco · a1 torre del bianco · f1 cavallo del bianco · g1 cavallo del bianco · h1 alfiere del nero | b7 donna del bianco · e6 pedone del bianco · d5 re del bianco · f5 pedone del nero · f4 pedone del nero · g3 torre del nero · h3 pedone del nero · c2 pedone del bianco · e2 torre del bianco · f2 alfiere del nero · g2 re del nero · h2 alfiere del bianco · a1 torre del bianco · f1 cavallo del bianco · g1 cavallo del bianco · h1 alfiere del nero | b7 donna del bianco · e6 pedone del bianco · d5 re del bianco · f5 pedone del nero · f4 pedone del nero · g3 torre del nero · h3 pedone del nero · c2 pedone del bianco · e2 torre del bianco · f2 alfiere del nero · g2 re del nero · h2 alfiere del bianco · a1 torre del bianco · f1 cavallo del bianco · g1 cavallo del bianco · h1 alfiere del nero | b7 donna del bianco · e6 pedone del bianco · d5 re del bianco · f5 pedone del nero · f4 pedone del nero · g3 torre del nero · h3 pedone del nero · c2 pedone del bianco · e2 torre del bianco · f2 alfiere del nero · g2 re del nero · h2 alfiere del bianco · a1 torre del bianco · f1 cavallo del bianco · g1 cavallo del bianco · h1 alfiere del nero | b7 donna del bianco · e6 pedone del bianco · d5 re del bianco · f5 pedone del nero · f4 pedone del nero · g3 torre del nero · h3 pedone del nero · c2 pedone del bianco · e2 torre del bianco · f2 alfiere del nero · g2 re del nero · h2 alfiere del bianco · a1 torre del bianco · f1 cavallo del bianco · g1 cavallo del bianco · h1 alfiere del nero | b7 donna del bianco · e6 pedone del bianco · d5 re del bianco · f5 pedone del nero · f4 pedone del nero · g3 torre del nero · h3 pedone del nero · c2 pedone del bianco · e2 torre del bianco · f2 alfiere del nero · g2 re del nero · h2 alfiere del bianco · a1 torre del bianco · f1 cavallo del bianco · g1 cavallo del bianco · h1 alfiere del nero | b7 donna del bianco · e6 pedone del bianco · d5 re del bianco · f5 pedone del nero · f4 pedone del nero · g3 torre del nero · h3 pedone del nero · c2 pedone del bianco · e2 torre del bianco · f2 alfiere del nero · g2 re del nero · h2 alfiere del bianco · a1 torre del bianco · f1 cavallo del bianco · g1 cavallo del bianco · h1 alfiere del nero | b7 donna del bianco · e6 pedone del bianco · d5 re del bianco · f5 pedone del nero · f4 pedone del nero · g3 torre del nero · h3 pedone del nero · c2 pedone del bianco · e2 torre del bianco · f2 alfiere del nero · g2 re del nero · h2 alfiere del bianco · a1 torre del bianco · f1 cavallo del bianco · g1 cavallo del bianco · h1 alfiere del nero | 3 |
| 2 | b7 donna del bianco · e6 pedone del bianco · d5 re del bianco · f5 pedone del nero · f4 pedone del nero · g3 torre del nero · h3 pedone del nero · c2 pedone del bianco · e2 torre del bianco · f2 alfiere del nero · g2 re del nero · h2 alfiere del bianco · a1 torre del bianco · f1 cavallo del bianco · g1 cavallo del bianco · h1 alfiere del nero | b7 donna del bianco · e6 pedone del bianco · d5 re del bianco · f5 pedone del nero · f4 pedone del nero · g3 torre del nero · h3 pedone del nero · c2 pedone del bianco · e2 torre del bianco · f2 alfiere del nero · g2 re del nero · h2 alfiere del bianco · a1 torre del bianco · f1 cavallo del bianco · g1 cavallo del bianco · h1 alfiere del nero | b7 donna del bianco · e6 pedone del bianco · d5 re del bianco · f5 pedone del nero · f4 pedone del nero · g3 torre del nero · h3 pedone del nero · c2 pedone del bianco · e2 torre del bianco · f2 alfiere del nero · g2 re del nero · h2 alfiere del bianco · a1 torre del bianco · f1 cavallo del bianco · g1 cavallo del bianco · h1 alfiere del nero | b7 donna del bianco · e6 pedone del bianco · d5 re del bianco · f5 pedone del nero · f4 pedone del nero · g3 torre del nero · h3 pedone del nero · c2 pedone del bianco · e2 torre del bianco · f2 alfiere del nero · g2 re del nero · h2 alfiere del bianco · a1 torre del bianco · f1 cavallo del bianco · g1 cavallo del bianco · h1 alfiere del nero | b7 donna del bianco · e6 pedone del bianco · d5 re del bianco · f5 pedone del nero · f4 pedone del nero · g3 torre del nero · h3 pedone del nero · c2 pedone del bianco · e2 torre del bianco · f2 alfiere del nero · g2 re del nero · h2 alfiere del bianco · a1 torre del bianco · f1 cavallo del bianco · g1 cavallo del bianco · h1 alfiere del nero | b7 donna del bianco · e6 pedone del bianco · d5 re del bianco · f5 pedone del nero · f4 pedone del nero · g3 torre del nero · h3 pedone del nero · c2 pedone del bianco · e2 torre del bianco · f2 alfiere del nero · g2 re del nero · h2 alfiere del bianco · a1 torre del bianco · f1 cavallo del bianco · g1 cavallo del bianco · h1 alfiere del nero | b7 donna del bianco · e6 pedone del bianco · d5 re del bianco · f5 pedone del nero · f4 pedone del nero · g3 torre del nero · h3 pedone del nero · c2 pedone del bianco · e2 torre del bianco · f2 alfiere del nero · g2 re del nero · h2 alfiere del bianco · a1 torre del bianco · f1 cavallo del bianco · g1 cavallo del bianco · h1 alfiere del nero | b7 donna del bianco · e6 pedone del bianco · d5 re del bianco · f5 pedone del nero · f4 pedone del nero · g3 torre del nero · h3 pedone del nero · c2 pedone del bianco · e2 torre del bianco · f2 alfiere del nero · g2 re del nero · h2 alfiere del bianco · a1 torre del bianco · f1 cavallo del bianco · g1 cavallo del bianco · h1 alfiere del nero | 2 |
| 1 | b7 donna del bianco · e6 pedone del bianco · d5 re del bianco · f5 pedone del nero · f4 pedone del nero · g3 torre del nero · h3 pedone del nero · c2 pedone del bianco · e2 torre del bianco · f2 alfiere del nero · g2 re del nero · h2 alfiere del bianco · a1 torre del bianco · f1 cavallo del bianco · g1 cavallo del bianco · h1 alfiere del nero | b7 donna del bianco · e6 pedone del bianco · d5 re del bianco · f5 pedone del nero · f4 pedone del nero · g3 torre del nero · h3 pedone del nero · c2 pedone del bianco · e2 torre del bianco · f2 alfiere del nero · g2 re del nero · h2 alfiere del bianco · a1 torre del bianco · f1 cavallo del bianco · g1 cavallo del bianco · h1 alfiere del nero | b7 donna del bianco · e6 pedone del bianco · d5 re del bianco · f5 pedone del nero · f4 pedone del nero · g3 torre del nero · h3 pedone del nero · c2 pedone del bianco · e2 torre del bianco · f2 alfiere del nero · g2 re del nero · h2 alfiere del bianco · a1 torre del bianco · f1 cavallo del bianco · g1 cavallo del bianco · h1 alfiere del nero | b7 donna del bianco · e6 pedone del bianco · d5 re del bianco · f5 pedone del nero · f4 pedone del nero · g3 torre del nero · h3 pedone del nero · c2 pedone del bianco · e2 torre del bianco · f2 alfiere del nero · g2 re del nero · h2 alfiere del bianco · a1 torre del bianco · f1 cavallo del bianco · g1 cavallo del bianco · h1 alfiere del nero | b7 donna del bianco · e6 pedone del bianco · d5 re del bianco · f5 pedone del nero · f4 pedone del nero · g3 torre del nero · h3 pedone del nero · c2 pedone del bianco · e2 torre del bianco · f2 alfiere del nero · g2 re del nero · h2 alfiere del bianco · a1 torre del bianco · f1 cavallo del bianco · g1 cavallo del bianco · h1 alfiere del nero | b7 donna del bianco · e6 pedone del bianco · d5 re del bianco · f5 pedone del nero · f4 pedone del nero · g3 torre del nero · h3 pedone del nero · c2 pedone del bianco · e2 torre del bianco · f2 alfiere del nero · g2 re del nero · h2 alfiere del bianco · a1 torre del bianco · f1 cavallo del bianco · g1 cavallo del bianco · h1 alfiere del nero | b7 donna del bianco · e6 pedone del bianco · d5 re del bianco · f5 pedone del nero · f4 pedone del nero · g3 torre del nero · h3 pedone del nero · c2 pedone del bianco · e2 torre del bianco · f2 alfiere del nero · g2 re del nero · h2 alfiere del bianco · a1 torre del bianco · f1 cavallo del bianco · g1 cavallo del bianco · h1 alfiere del nero | b7 donna del bianco · e6 pedone del bianco · d5 re del bianco · f5 pedone del nero · f4 pedone del nero · g3 torre del nero · h3 pedone del nero · c2 pedone del bianco · e2 torre del bianco · f2 alfiere del nero · g2 re del nero · h2 alfiere del bianco · a1 torre del bianco · f1 cavallo del bianco · g1 cavallo del bianco · h1 alfiere del nero | 1 |
|   | a | b | c | d | e | f | g | h |   |

Soluzione:
1. c3 !  (zugzwang)
1... Td3+  2. Rc4+ Td5  3. Dg7#

1... Txc3  2. Re5+ Tc6  3. Dg7#

1... Tg8  2. Re5+ f3  3. Dxf3#

1... Tg6  2. Db2 ...  3. Txf2#

|   | a | b | c | d | e | f | g | h |   |
| 8 | c8 torre del nero · e8 torre del nero · h7 pedone del nero · a6 cavallo del bianco · b6 torre del bianco · d6 alfiere del nero · f6 alfiere del bianco · h6 cavallo del bianco · a5 pedone del nero · d5 re del nero · f5 pedone del bianco · d4 pedone del bianco · c3 pedone del bianco · d3 pedone del bianco · e2 pedone del bianco · h1 re del bianco | c8 torre del nero · e8 torre del nero · h7 pedone del nero · a6 cavallo del bianco · b6 torre del bianco · d6 alfiere del nero · f6 alfiere del bianco · h6 cavallo del bianco · a5 pedone del nero · d5 re del nero · f5 pedone del bianco · d4 pedone del bianco · c3 pedone del bianco · d3 pedone del bianco · e2 pedone del bianco · h1 re del bianco | c8 torre del nero · e8 torre del nero · h7 pedone del nero · a6 cavallo del bianco · b6 torre del bianco · d6 alfiere del nero · f6 alfiere del bianco · h6 cavallo del bianco · a5 pedone del nero · d5 re del nero · f5 pedone del bianco · d4 pedone del bianco · c3 pedone del bianco · d3 pedone del bianco · e2 pedone del bianco · h1 re del bianco | c8 torre del nero · e8 torre del nero · h7 pedone del nero · a6 cavallo del bianco · b6 torre del bianco · d6 alfiere del nero · f6 alfiere del bianco · h6 cavallo del bianco · a5 pedone del nero · d5 re del nero · f5 pedone del bianco · d4 pedone del bianco · c3 pedone del bianco · d3 pedone del bianco · e2 pedone del bianco · h1 re del bianco | c8 torre del nero · e8 torre del nero · h7 pedone del nero · a6 cavallo del bianco · b6 torre del bianco · d6 alfiere del nero · f6 alfiere del bianco · h6 cavallo del bianco · a5 pedone del nero · d5 re del nero · f5 pedone del bianco · d4 pedone del bianco · c3 pedone del bianco · d3 pedone del bianco · e2 pedone del bianco · h1 re del bianco | c8 torre del nero · e8 torre del nero · h7 pedone del nero · a6 cavallo del bianco · b6 torre del bianco · d6 alfiere del nero · f6 alfiere del bianco · h6 cavallo del bianco · a5 pedone del nero · d5 re del nero · f5 pedone del bianco · d4 pedone del bianco · c3 pedone del bianco · d3 pedone del bianco · e2 pedone del bianco · h1 re del bianco | c8 torre del nero · e8 torre del nero · h7 pedone del nero · a6 cavallo del bianco · b6 torre del bianco · d6 alfiere del nero · f6 alfiere del bianco · h6 cavallo del bianco · a5 pedone del nero · d5 re del nero · f5 pedone del bianco · d4 pedone del bianco · c3 pedone del bianco · d3 pedone del bianco · e2 pedone del bianco · h1 re del bianco | c8 torre del nero · e8 torre del nero · h7 pedone del nero · a6 cavallo del bianco · b6 torre del bianco · d6 alfiere del nero · f6 alfiere del bianco · h6 cavallo del bianco · a5 pedone del nero · d5 re del nero · f5 pedone del bianco · d4 pedone del bianco · c3 pedone del bianco · d3 pedone del bianco · e2 pedone del bianco · h1 re del bianco | 8 |
| 7 | c8 torre del nero · e8 torre del nero · h7 pedone del nero · a6 cavallo del bianco · b6 torre del bianco · d6 alfiere del nero · f6 alfiere del bianco · h6 cavallo del bianco · a5 pedone del nero · d5 re del nero · f5 pedone del bianco · d4 pedone del bianco · c3 pedone del bianco · d3 pedone del bianco · e2 pedone del bianco · h1 re del bianco | c8 torre del nero · e8 torre del nero · h7 pedone del nero · a6 cavallo del bianco · b6 torre del bianco · d6 alfiere del nero · f6 alfiere del bianco · h6 cavallo del bianco · a5 pedone del nero · d5 re del nero · f5 pedone del bianco · d4 pedone del bianco · c3 pedone del bianco · d3 pedone del bianco · e2 pedone del bianco · h1 re del bianco | c8 torre del nero · e8 torre del nero · h7 pedone del nero · a6 cavallo del bianco · b6 torre del bianco · d6 alfiere del nero · f6 alfiere del bianco · h6 cavallo del bianco · a5 pedone del nero · d5 re del nero · f5 pedone del bianco · d4 pedone del bianco · c3 pedone del bianco · d3 pedone del bianco · e2 pedone del bianco · h1 re del bianco | c8 torre del nero · e8 torre del nero · h7 pedone del nero · a6 cavallo del bianco · b6 torre del bianco · d6 alfiere del nero · f6 alfiere del bianco · h6 cavallo del bianco · a5 pedone del nero · d5 re del nero · f5 pedone del bianco · d4 pedone del bianco · c3 pedone del bianco · d3 pedone del bianco · e2 pedone del bianco · h1 re del bianco | c8 torre del nero · e8 torre del nero · h7 pedone del nero · a6 cavallo del bianco · b6 torre del bianco · d6 alfiere del nero · f6 alfiere del bianco · h6 cavallo del bianco · a5 pedone del nero · d5 re del nero · f5 pedone del bianco · d4 pedone del bianco · c3 pedone del bianco · d3 pedone del bianco · e2 pedone del bianco · h1 re del bianco | c8 torre del nero · e8 torre del nero · h7 pedone del nero · a6 cavallo del bianco · b6 torre del bianco · d6 alfiere del nero · f6 alfiere del bianco · h6 cavallo del bianco · a5 pedone del nero · d5 re del nero · f5 pedone del bianco · d4 pedone del bianco · c3 pedone del bianco · d3 pedone del bianco · e2 pedone del bianco · h1 re del bianco | c8 torre del nero · e8 torre del nero · h7 pedone del nero · a6 cavallo del bianco · b6 torre del bianco · d6 alfiere del nero · f6 alfiere del bianco · h6 cavallo del bianco · a5 pedone del nero · d5 re del nero · f5 pedone del bianco · d4 pedone del bianco · c3 pedone del bianco · d3 pedone del bianco · e2 pedone del bianco · h1 re del bianco | c8 torre del nero · e8 torre del nero · h7 pedone del nero · a6 cavallo del bianco · b6 torre del bianco · d6 alfiere del nero · f6 alfiere del bianco · h6 cavallo del bianco · a5 pedone del nero · d5 re del nero · f5 pedone del bianco · d4 pedone del bianco · c3 pedone del bianco · d3 pedone del bianco · e2 pedone del bianco · h1 re del bianco | 7 |
| 6 | c8 torre del nero · e8 torre del nero · h7 pedone del nero · a6 cavallo del bianco · b6 torre del bianco · d6 alfiere del nero · f6 alfiere del bianco · h6 cavallo del bianco · a5 pedone del nero · d5 re del nero · f5 pedone del bianco · d4 pedone del bianco · c3 pedone del bianco · d3 pedone del bianco · e2 pedone del bianco · h1 re del bianco | c8 torre del nero · e8 torre del nero · h7 pedone del nero · a6 cavallo del bianco · b6 torre del bianco · d6 alfiere del nero · f6 alfiere del bianco · h6 cavallo del bianco · a5 pedone del nero · d5 re del nero · f5 pedone del bianco · d4 pedone del bianco · c3 pedone del bianco · d3 pedone del bianco · e2 pedone del bianco · h1 re del bianco | c8 torre del nero · e8 torre del nero · h7 pedone del nero · a6 cavallo del bianco · b6 torre del bianco · d6 alfiere del nero · f6 alfiere del bianco · h6 cavallo del bianco · a5 pedone del nero · d5 re del nero · f5 pedone del bianco · d4 pedone del bianco · c3 pedone del bianco · d3 pedone del bianco · e2 pedone del bianco · h1 re del bianco | c8 torre del nero · e8 torre del nero · h7 pedone del nero · a6 cavallo del bianco · b6 torre del bianco · d6 alfiere del nero · f6 alfiere del bianco · h6 cavallo del bianco · a5 pedone del nero · d5 re del nero · f5 pedone del bianco · d4 pedone del bianco · c3 pedone del bianco · d3 pedone del bianco · e2 pedone del bianco · h1 re del bianco | c8 torre del nero · e8 torre del nero · h7 pedone del nero · a6 cavallo del bianco · b6 torre del bianco · d6 alfiere del nero · f6 alfiere del bianco · h6 cavallo del bianco · a5 pedone del nero · d5 re del nero · f5 pedone del bianco · d4 pedone del bianco · c3 pedone del bianco · d3 pedone del bianco · e2 pedone del bianco · h1 re del bianco | c8 torre del nero · e8 torre del nero · h7 pedone del nero · a6 cavallo del bianco · b6 torre del bianco · d6 alfiere del nero · f6 alfiere del bianco · h6 cavallo del bianco · a5 pedone del nero · d5 re del nero · f5 pedone del bianco · d4 pedone del bianco · c3 pedone del bianco · d3 pedone del bianco · e2 pedone del bianco · h1 re del bianco | c8 torre del nero · e8 torre del nero · h7 pedone del nero · a6 cavallo del bianco · b6 torre del bianco · d6 alfiere del nero · f6 alfiere del bianco · h6 cavallo del bianco · a5 pedone del nero · d5 re del nero · f5 pedone del bianco · d4 pedone del bianco · c3 pedone del bianco · d3 pedone del bianco · e2 pedone del bianco · h1 re del bianco | c8 torre del nero · e8 torre del nero · h7 pedone del nero · a6 cavallo del bianco · b6 torre del bianco · d6 alfiere del nero · f6 alfiere del bianco · h6 cavallo del bianco · a5 pedone del nero · d5 re del nero · f5 pedone del bianco · d4 pedone del bianco · c3 pedone del bianco · d3 pedone del bianco · e2 pedone del bianco · h1 re del bianco | 6 |
| 5 | c8 torre del nero · e8 torre del nero · h7 pedone del nero · a6 cavallo del bianco · b6 torre del bianco · d6 alfiere del nero · f6 alfiere del bianco · h6 cavallo del bianco · a5 pedone del nero · d5 re del nero · f5 pedone del bianco · d4 pedone del bianco · c3 pedone del bianco · d3 pedone del bianco · e2 pedone del bianco · h1 re del bianco | c8 torre del nero · e8 torre del nero · h7 pedone del nero · a6 cavallo del bianco · b6 torre del bianco · d6 alfiere del nero · f6 alfiere del bianco · h6 cavallo del bianco · a5 pedone del nero · d5 re del nero · f5 pedone del bianco · d4 pedone del bianco · c3 pedone del bianco · d3 pedone del bianco · e2 pedone del bianco · h1 re del bianco | c8 torre del nero · e8 torre del nero · h7 pedone del nero · a6 cavallo del bianco · b6 torre del bianco · d6 alfiere del nero · f6 alfiere del bianco · h6 cavallo del bianco · a5 pedone del nero · d5 re del nero · f5 pedone del bianco · d4 pedone del bianco · c3 pedone del bianco · d3 pedone del bianco · e2 pedone del bianco · h1 re del bianco | c8 torre del nero · e8 torre del nero · h7 pedone del nero · a6 cavallo del bianco · b6 torre del bianco · d6 alfiere del nero · f6 alfiere del bianco · h6 cavallo del bianco · a5 pedone del nero · d5 re del nero · f5 pedone del bianco · d4 pedone del bianco · c3 pedone del bianco · d3 pedone del bianco · e2 pedone del bianco · h1 re del bianco | c8 torre del nero · e8 torre del nero · h7 pedone del nero · a6 cavallo del bianco · b6 torre del bianco · d6 alfiere del nero · f6 alfiere del bianco · h6 cavallo del bianco · a5 pedone del nero · d5 re del nero · f5 pedone del bianco · d4 pedone del bianco · c3 pedone del bianco · d3 pedone del bianco · e2 pedone del bianco · h1 re del bianco | c8 torre del nero · e8 torre del nero · h7 pedone del nero · a6 cavallo del bianco · b6 torre del bianco · d6 alfiere del nero · f6 alfiere del bianco · h6 cavallo del bianco · a5 pedone del nero · d5 re del nero · f5 pedone del bianco · d4 pedone del bianco · c3 pedone del bianco · d3 pedone del bianco · e2 pedone del bianco · h1 re del bianco | c8 torre del nero · e8 torre del nero · h7 pedone del nero · a6 cavallo del bianco · b6 torre del bianco · d6 alfiere del nero · f6 alfiere del bianco · h6 cavallo del bianco · a5 pedone del nero · d5 re del nero · f5 pedone del bianco · d4 pedone del bianco · c3 pedone del bianco · d3 pedone del bianco · e2 pedone del bianco · h1 re del bianco | c8 torre del nero · e8 torre del nero · h7 pedone del nero · a6 cavallo del bianco · b6 torre del bianco · d6 alfiere del nero · f6 alfiere del bianco · h6 cavallo del bianco · a5 pedone del nero · d5 re del nero · f5 pedone del bianco · d4 pedone del bianco · c3 pedone del bianco · d3 pedone del bianco · e2 pedone del bianco · h1 re del bianco | 5 |
| 4 | c8 torre del nero · e8 torre del nero · h7 pedone del nero · a6 cavallo del bianco · b6 torre del bianco · d6 alfiere del nero · f6 alfiere del bianco · h6 cavallo del bianco · a5 pedone del nero · d5 re del nero · f5 pedone del bianco · d4 pedone del bianco · c3 pedone del bianco · d3 pedone del bianco · e2 pedone del bianco · h1 re del bianco | c8 torre del nero · e8 torre del nero · h7 pedone del nero · a6 cavallo del bianco · b6 torre del bianco · d6 alfiere del nero · f6 alfiere del bianco · h6 cavallo del bianco · a5 pedone del nero · d5 re del nero · f5 pedone del bianco · d4 pedone del bianco · c3 pedone del bianco · d3 pedone del bianco · e2 pedone del bianco · h1 re del bianco | c8 torre del nero · e8 torre del nero · h7 pedone del nero · a6 cavallo del bianco · b6 torre del bianco · d6 alfiere del nero · f6 alfiere del bianco · h6 cavallo del bianco · a5 pedone del nero · d5 re del nero · f5 pedone del bianco · d4 pedone del bianco · c3 pedone del bianco · d3 pedone del bianco · e2 pedone del bianco · h1 re del bianco | c8 torre del nero · e8 torre del nero · h7 pedone del nero · a6 cavallo del bianco · b6 torre del bianco · d6 alfiere del nero · f6 alfiere del bianco · h6 cavallo del bianco · a5 pedone del nero · d5 re del nero · f5 pedone del bianco · d4 pedone del bianco · c3 pedone del bianco · d3 pedone del bianco · e2 pedone del bianco · h1 re del bianco | c8 torre del nero · e8 torre del nero · h7 pedone del nero · a6 cavallo del bianco · b6 torre del bianco · d6 alfiere del nero · f6 alfiere del bianco · h6 cavallo del bianco · a5 pedone del nero · d5 re del nero · f5 pedone del bianco · d4 pedone del bianco · c3 pedone del bianco · d3 pedone del bianco · e2 pedone del bianco · h1 re del bianco | c8 torre del nero · e8 torre del nero · h7 pedone del nero · a6 cavallo del bianco · b6 torre del bianco · d6 alfiere del nero · f6 alfiere del bianco · h6 cavallo del bianco · a5 pedone del nero · d5 re del nero · f5 pedone del bianco · d4 pedone del bianco · c3 pedone del bianco · d3 pedone del bianco · e2 pedone del bianco · h1 re del bianco | c8 torre del nero · e8 torre del nero · h7 pedone del nero · a6 cavallo del bianco · b6 torre del bianco · d6 alfiere del nero · f6 alfiere del bianco · h6 cavallo del bianco · a5 pedone del nero · d5 re del nero · f5 pedone del bianco · d4 pedone del bianco · c3 pedone del bianco · d3 pedone del bianco · e2 pedone del bianco · h1 re del bianco | c8 torre del nero · e8 torre del nero · h7 pedone del nero · a6 cavallo del bianco · b6 torre del bianco · d6 alfiere del nero · f6 alfiere del bianco · h6 cavallo del bianco · a5 pedone del nero · d5 re del nero · f5 pedone del bianco · d4 pedone del bianco · c3 pedone del bianco · d3 pedone del bianco · e2 pedone del bianco · h1 re del bianco | 4 |
| 3 | c8 torre del nero · e8 torre del nero · h7 pedone del nero · a6 cavallo del bianco · b6 torre del bianco · d6 alfiere del nero · f6 alfiere del bianco · h6 cavallo del bianco · a5 pedone del nero · d5 re del nero · f5 pedone del bianco · d4 pedone del bianco · c3 pedone del bianco · d3 pedone del bianco · e2 pedone del bianco · h1 re del bianco | c8 torre del nero · e8 torre del nero · h7 pedone del nero · a6 cavallo del bianco · b6 torre del bianco · d6 alfiere del nero · f6 alfiere del bianco · h6 cavallo del bianco · a5 pedone del nero · d5 re del nero · f5 pedone del bianco · d4 pedone del bianco · c3 pedone del bianco · d3 pedone del bianco · e2 pedone del bianco · h1 re del bianco | c8 torre del nero · e8 torre del nero · h7 pedone del nero · a6 cavallo del bianco · b6 torre del bianco · d6 alfiere del nero · f6 alfiere del bianco · h6 cavallo del bianco · a5 pedone del nero · d5 re del nero · f5 pedone del bianco · d4 pedone del bianco · c3 pedone del bianco · d3 pedone del bianco · e2 pedone del bianco · h1 re del bianco | c8 torre del nero · e8 torre del nero · h7 pedone del nero · a6 cavallo del bianco · b6 torre del bianco · d6 alfiere del nero · f6 alfiere del bianco · h6 cavallo del bianco · a5 pedone del nero · d5 re del nero · f5 pedone del bianco · d4 pedone del bianco · c3 pedone del bianco · d3 pedone del bianco · e2 pedone del bianco · h1 re del bianco | c8 torre del nero · e8 torre del nero · h7 pedone del nero · a6 cavallo del bianco · b6 torre del bianco · d6 alfiere del nero · f6 alfiere del bianco · h6 cavallo del bianco · a5 pedone del nero · d5 re del nero · f5 pedone del bianco · d4 pedone del bianco · c3 pedone del bianco · d3 pedone del bianco · e2 pedone del bianco · h1 re del bianco | c8 torre del nero · e8 torre del nero · h7 pedone del nero · a6 cavallo del bianco · b6 torre del bianco · d6 alfiere del nero · f6 alfiere del bianco · h6 cavallo del bianco · a5 pedone del nero · d5 re del nero · f5 pedone del bianco · d4 pedone del bianco · c3 pedone del bianco · d3 pedone del bianco · e2 pedone del bianco · h1 re del bianco | c8 torre del nero · e8 torre del nero · h7 pedone del nero · a6 cavallo del bianco · b6 torre del bianco · d6 alfiere del nero · f6 alfiere del bianco · h6 cavallo del bianco · a5 pedone del nero · d5 re del nero · f5 pedone del bianco · d4 pedone del bianco · c3 pedone del bianco · d3 pedone del bianco · e2 pedone del bianco · h1 re del bianco | c8 torre del nero · e8 torre del nero · h7 pedone del nero · a6 cavallo del bianco · b6 torre del bianco · d6 alfiere del nero · f6 alfiere del bianco · h6 cavallo del bianco · a5 pedone del nero · d5 re del nero · f5 pedone del bianco · d4 pedone del bianco · c3 pedone del bianco · d3 pedone del bianco · e2 pedone del bianco · h1 re del bianco | 3 |
| 2 | c8 torre del nero · e8 torre del nero · h7 pedone del nero · a6 cavallo del bianco · b6 torre del bianco · d6 alfiere del nero · f6 alfiere del bianco · h6 cavallo del bianco · a5 pedone del nero · d5 re del nero · f5 pedone del bianco · d4 pedone del bianco · c3 pedone del bianco · d3 pedone del bianco · e2 pedone del bianco · h1 re del bianco | c8 torre del nero · e8 torre del nero · h7 pedone del nero · a6 cavallo del bianco · b6 torre del bianco · d6 alfiere del nero · f6 alfiere del bianco · h6 cavallo del bianco · a5 pedone del nero · d5 re del nero · f5 pedone del bianco · d4 pedone del bianco · c3 pedone del bianco · d3 pedone del bianco · e2 pedone del bianco · h1 re del bianco | c8 torre del nero · e8 torre del nero · h7 pedone del nero · a6 cavallo del bianco · b6 torre del bianco · d6 alfiere del nero · f6 alfiere del bianco · h6 cavallo del bianco · a5 pedone del nero · d5 re del nero · f5 pedone del bianco · d4 pedone del bianco · c3 pedone del bianco · d3 pedone del bianco · e2 pedone del bianco · h1 re del bianco | c8 torre del nero · e8 torre del nero · h7 pedone del nero · a6 cavallo del bianco · b6 torre del bianco · d6 alfiere del nero · f6 alfiere del bianco · h6 cavallo del bianco · a5 pedone del nero · d5 re del nero · f5 pedone del bianco · d4 pedone del bianco · c3 pedone del bianco · d3 pedone del bianco · e2 pedone del bianco · h1 re del bianco | c8 torre del nero · e8 torre del nero · h7 pedone del nero · a6 cavallo del bianco · b6 torre del bianco · d6 alfiere del nero · f6 alfiere del bianco · h6 cavallo del bianco · a5 pedone del nero · d5 re del nero · f5 pedone del bianco · d4 pedone del bianco · c3 pedone del bianco · d3 pedone del bianco · e2 pedone del bianco · h1 re del bianco | c8 torre del nero · e8 torre del nero · h7 pedone del nero · a6 cavallo del bianco · b6 torre del bianco · d6 alfiere del nero · f6 alfiere del bianco · h6 cavallo del bianco · a5 pedone del nero · d5 re del nero · f5 pedone del bianco · d4 pedone del bianco · c3 pedone del bianco · d3 pedone del bianco · e2 pedone del bianco · h1 re del bianco | c8 torre del nero · e8 torre del nero · h7 pedone del nero · a6 cavallo del bianco · b6 torre del bianco · d6 alfiere del nero · f6 alfiere del bianco · h6 cavallo del bianco · a5 pedone del nero · d5 re del nero · f5 pedone del bianco · d4 pedone del bianco · c3 pedone del bianco · d3 pedone del bianco · e2 pedone del bianco · h1 re del bianco | c8 torre del nero · e8 torre del nero · h7 pedone del nero · a6 cavallo del bianco · b6 torre del bianco · d6 alfiere del nero · f6 alfiere del bianco · h6 cavallo del bianco · a5 pedone del nero · d5 re del nero · f5 pedone del bianco · d4 pedone del bianco · c3 pedone del bianco · d3 pedone del bianco · e2 pedone del bianco · h1 re del bianco | 2 |
| 1 | c8 torre del nero · e8 torre del nero · h7 pedone del nero · a6 cavallo del bianco · b6 torre del bianco · d6 alfiere del nero · f6 alfiere del bianco · h6 cavallo del bianco · a5 pedone del nero · d5 re del nero · f5 pedone del bianco · d4 pedone del bianco · c3 pedone del bianco · d3 pedone del bianco · e2 pedone del bianco · h1 re del bianco | c8 torre del nero · e8 torre del nero · h7 pedone del nero · a6 cavallo del bianco · b6 torre del bianco · d6 alfiere del nero · f6 alfiere del bianco · h6 cavallo del bianco · a5 pedone del nero · d5 re del nero · f5 pedone del bianco · d4 pedone del bianco · c3 pedone del bianco · d3 pedone del bianco · e2 pedone del bianco · h1 re del bianco | c8 torre del nero · e8 torre del nero · h7 pedone del nero · a6 cavallo del bianco · b6 torre del bianco · d6 alfiere del nero · f6 alfiere del bianco · h6 cavallo del bianco · a5 pedone del nero · d5 re del nero · f5 pedone del bianco · d4 pedone del bianco · c3 pedone del bianco · d3 pedone del bianco · e2 pedone del bianco · h1 re del bianco | c8 torre del nero · e8 torre del nero · h7 pedone del nero · a6 cavallo del bianco · b6 torre del bianco · d6 alfiere del nero · f6 alfiere del bianco · h6 cavallo del bianco · a5 pedone del nero · d5 re del nero · f5 pedone del bianco · d4 pedone del bianco · c3 pedone del bianco · d3 pedone del bianco · e2 pedone del bianco · h1 re del bianco | c8 torre del nero · e8 torre del nero · h7 pedone del nero · a6 cavallo del bianco · b6 torre del bianco · d6 alfiere del nero · f6 alfiere del bianco · h6 cavallo del bianco · a5 pedone del nero · d5 re del nero · f5 pedone del bianco · d4 pedone del bianco · c3 pedone del bianco · d3 pedone del bianco · e2 pedone del bianco · h1 re del bianco | c8 torre del nero · e8 torre del nero · h7 pedone del nero · a6 cavallo del bianco · b6 torre del bianco · d6 alfiere del nero · f6 alfiere del bianco · h6 cavallo del bianco · a5 pedone del nero · d5 re del nero · f5 pedone del bianco · d4 pedone del bianco · c3 pedone del bianco · d3 pedone del bianco · e2 pedone del bianco · h1 re del bianco | c8 torre del nero · e8 torre del nero · h7 pedone del nero · a6 cavallo del bianco · b6 torre del bianco · d6 alfiere del nero · f6 alfiere del bianco · h6 cavallo del bianco · a5 pedone del nero · d5 re del nero · f5 pedone del bianco · d4 pedone del bianco · c3 pedone del bianco · d3 pedone del bianco · e2 pedone del bianco · h1 re del bianco | c8 torre del nero · e8 torre del nero · h7 pedone del nero · a6 cavallo del bianco · b6 torre del bianco · d6 alfiere del nero · f6 alfiere del bianco · h6 cavallo del bianco · a5 pedone del nero · d5 re del nero · f5 pedone del bianco · d4 pedone del bianco · c3 pedone del bianco · d3 pedone del bianco · e2 pedone del bianco · h1 re del bianco | 1 |
|   | a | b | c | d | e | f | g | h |   |

Soluzione:
1. Cf7 !  (min. 2. Txd6#)
1... Aa3  2. Cc5 ...  3. Td6#

1... Ah2  2. Ae5 ...  3. Td6#/e4#

1... Ab8  2. Cc7+ Axc7  3. c4#